# 武者小路穣
武者小路 穣（むしゃのこうじ みのる、1921年（大正10年）3月27日 - 2010年（平成22年）11月11日）は、日本の歴史学者、著述家。和光大学名誉教授。日本文化史専攻。筆名はむしゃこうじ・みのる（すべて平仮名、「むしゃ」と「こうじ」の間に「の」を入れずに、姓と名の間には中黒を入れる）。旧姓は久保田（くぼた）。
子爵武者小路実世の末弟・公敏の妻・喜佐の甥にあたり、6歳の時に従兄にあたる公敏の長男・敏雄の養子に入った。妻は小説家武者小路実篤の三女・辰子で、穰の又従姉にあたる。長女・有紀子は元バレリーナで歌舞伎役者の四代目中村梅玉夫人。

## 来歴
奈良市出身。1943年（昭和18年）東京帝国大学文学部国史学科卒業。明星学園高等学校教諭を経て、1970年和光大学人文学部に着任。1991年（平成3年）定年退職、名誉教授。坂本太郎・石母田正・田中一松らの薫陶を受け、文学・絵巻・襖絵・仏像などの幅広い対象から歴史を説く独自の研究スタイルを築き上げた。墓所は港区善光寺。

## 系図
```
　　　　　　　　　　　  久保田某
　　　　　　　　　　　  ┝━━━━━━━━━━━━━━━━ 久保田穰 → → → → → 
　　　　　　　　　 　┏ 姉　　　　　　　　　　　　　　　　　　　　　　　　　　 　　↘︎　
　　　　　　　　　 　┃　　　　　　　　　　　　　　　　　　　　　　　　　　　 　　　 ↘︎ 　　　　　　　　　 河村順之（四代目中村梅玉）
　　　　　　　　　 　┗ 足立喜佐（町医者足立良元女）　　　　　　　　　　　　 　   　　 ↘︎ 　　　　　　 　  │
　　　　　　　　 　　　 ┝━━━━━━━━━━━━━━━━ 武者小路敏雄 ＝＝＝＝＝＝＝  武者小路穰　　  ┏ 有紀子（長女）
　　　　　　　　 　　┏ 武者小路公敏（三男）　　　　　　　　　　　　　　　　　　　　　　│　　　　　　　┃
　　　　　　　　 　　┃　　　　　　　　　　　　　　　  　　安子（士族飯河安信女）　　　 ┝━━━━━━━┻ 武者小路知行（長男）
　　　　　　　　 　　┃ 秋子（子爵勘解由小路資生次女）　　 ┝━━━━━━━━━━━━━ 辰子（三女）
　　　　　　　　 　　┃ ┝━━━━━━━━━━━━━━━┳ 武者小路実篤（四男）
　　　　　　　　 　　┣ 子爵武者小路実世⑩（次男）　　　┃
　　　　　　　　 　　┃　　　　　　　　　　　　　　 　　┗ 子爵武者小路公共⑪（三男）
子爵武者小路実建⑧ ━┻ 子爵武者小路公香⑨（長男）　　　　 ┝━━━━━━━━━━━━━ 武者小路実行⑫（長男）
　　　　　　　　　　　　　　　　　　　　　　　　　 　　　　萬子（公爵毛利元徳六女）
※数字は武者小路家本家の当主代々

```

## 著書
- 『平家物語と琵琶法師』 淡路書房新社、1957年
- 『日本美術史』 美術出版社、1961年、新版1985年
- 『絵巻 プレパラートにのせた中世』 美術出版社（美術選書）、1963年
- 『黒船前夜 — 大塩の乱から崋山・長英の死まで　少年少女人物日本百年史』 盛光社、1964年
- 『明治の栄光 条約改正と日清・日露戦争 少年少女人物日本百年史 6』 盛光社、1965年
- 『地方仏  ものと人間の文化史』1･2、法政大学出版局、1980年
- 『天平芸術の工房』 教育社歴史新書、1981年。法蔵館文庫、2021年9月
- 『絵師 ものと人間の文化史』 法政大学出版局、1990年
- 『絵巻の歴史』 吉川弘文館（日本歴史叢書）、1990年、新版1995年
- 『襖  ものと人間の文化史』 法政大学出版局、2002年

### 共著
- 『物語による日本の歴史』 石母田正 共著、学生社、1957年。のち講談社学術文庫、ちくま学芸文庫
- 『昭和の日本』全6巻、松島栄一 共編、盛光社、1967年
- 『日本美の展開　世界の文化史蹟 第8巻』 田中一松 共編、講談社、1969年